# Møre stift
Møre stift (nynorska: Møre bispedøme, bokmål: Møre bispedømme) är ett stift inom Norska kyrkan. Stiftet är kyrkans yngsta, bildat 1983 genom delning av Bjørgvins och Nidaros stift. Biskopssäte är Molde och domkyrka är Molde domkyrka. Geografiskt sammanfaller stiftets gränser med gränserna för Møre og Romsdal fylke. 

## Historik
Kristendomens historia i området går tillbaka till 1000-talet; den så kallade Kulistenen på Kuløy i stiftets nordligaste del vittnar om att området redan då kristnats. Stenen är den äldsta skriftliga källa som nämner kristendomen och Norges namn, och den har därför kallats Norges dopbevis.
I stiftet finns också några av Norges äldsta kyrkor, med Herøy kyrkoruin (1100-talet), Sankt Jetmund kyrkje (cirka 1150), Edøy gamla kyrka (mitten av 1100-talet), Rødven stavkyrka (1300-talet) samt Grips stavkyrka (1400-talet). 
Geografiskt sammanfaller stiftets gränser med gränserna för fylket Møre og Romsdal, ett området som är beläget mellan två av de fem ursprungliga norska stiften. Det nya Møre stift bildades den 18 september 1983 genom att Sunnmøre avskildes från Bjørgvin stift och Nordmøre och Romsdal bröts ut från Nidaros stift.
Att stiftet fått heter "Møre" kommer av en kompromiss, där Sunnmøre, med cirka hälften av invånarna, accepterade att Molde blev biskopssäte (istället för Ålesund) mot att Romsdal inte kom med i stiftnamnet.[källa behövs]

## Organisation

### Biskop

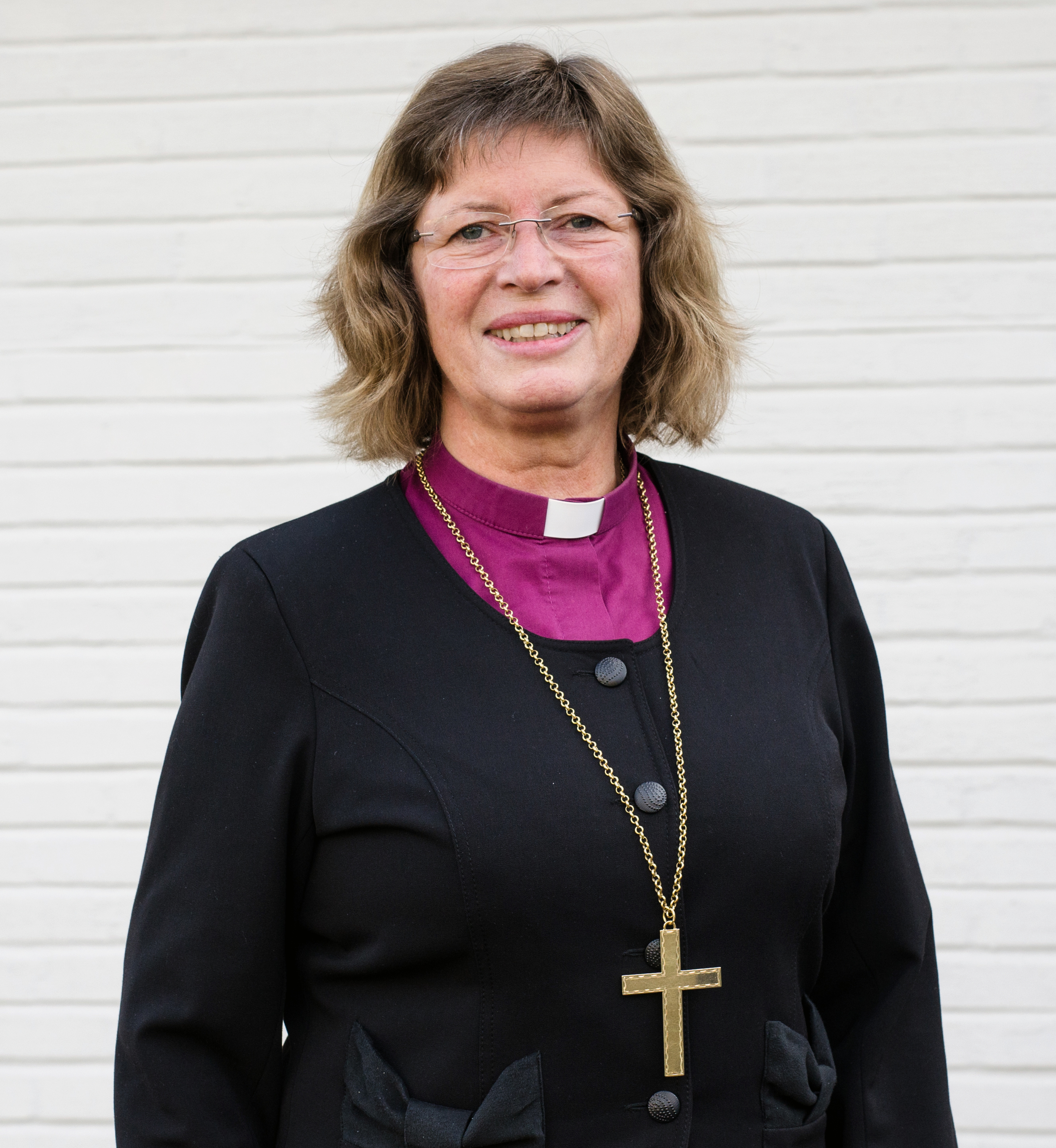
Ingeborg Midttømme är biskop i Møre sedan 2008.

Biskopen ansvarar för kyrkans tro och lära i stiftet och är högsta chef för stiftets präster. Det åligger även biskopen att visitera församlingarna samt ordinera och viga människor till tjänst i kyrkan.
Biskopen av Møre har sitt säte i Molde och Moldedomkyrka. Biskop sedan 2008  är Ingeborg Midttømme.

### Stiftsrådet
Møre bispedømeråd, stiftsrådet, beslutar om kyrkans verksamhet i stiftet och verkar för att "väcka och nära det kristliga livet i församlingarna" och främja samarbetet mellan stiftets församlingar.
Stiftstrådet har 10 medlemmar, nämligen biskopen, en präst vald av stiftets präster, en anställd lekman vald av stiftets anställda lekmän, och sju andra lekmän valda av stiftets röstberättigade medlemmar. Biskopen tjänstgör ex officio, medan samtliga övriga ledamöter har en mandatperiod om fyra år.
Det nuvarande stiftsrådet tillträde 1 januari 2024 och mandatperioden sträcker . De valda lekmännen tillhör Frimodig kyrkje (1), Bønnelista (1), Nominasjonskomiteen (2) och Åpen folkekirke (3). Ordförande är Arnt-Ove Tenfjord från Frimodig kyrkje.
Ledamöterna i stiftsrådet är också stiftets ledamöter i kyrkomötet.

### Kontraktsindelning och prostar

Karta över kontrakt (prosterier) i Møre stift till och med 2024. Sedan 2025 ingår Indre Romsdals prosteri i Molde domprosteri.

Møre stift är sedan 2025 indelat i fem kontrakt (prosterier, norska: prostier) och 95 församlingar (socknar, norska: sokn eller sogn). Församlingarna samverkar i 26 kyrkliga samfälligheter (norska: kirkelige fellesråd), en organisation som ungefärligt motsvarar ett pastorat, men i övrigt följer kommunindelningen och är nära knuten till den kommunala organisationen.
För varje kontrakt finns en prost, som fungerar som chef för kontraktets präster. Prostarna ska i övrigt bistå biskopen i hans eller hennes ämbete. Prosten i domkyrkokontraktet (domprosteriet) kallas domprost. Domprosten i Molde är biskopens vikarie och kan bland annat träda i biskopens ställe vid visitation, prästvigning och invigning av nya kyrkor.
De fem kontrakten är:
- Molde domprosteri
- Indre Nordmøre prosteri
- Nordre Sunnmøre prosteri
- Søre Sunnmøre prosteri
- Ytre Nordmøre prosteri

Den 1 januari 2025 gick Indre Romsdals prosteri upp i Molde domprosteri.

## Biskopslängd
Stiftet har sedan 1983 haft tre biskopar:
1. Ole Nordhaug 1983-1991
2. Odd Bondevik 1991-2008
3. Ingeborg Midttømme 2008–